# Geodia tuberosa
Geodia tuberosa är en svampdjursart som beskrevs av Schmidt 1862. Geodia tuberosa ingår i släktet Geodia och familjen Geodiidae. Inga underarter finns listade i Catalogue of Life.